# 遺影

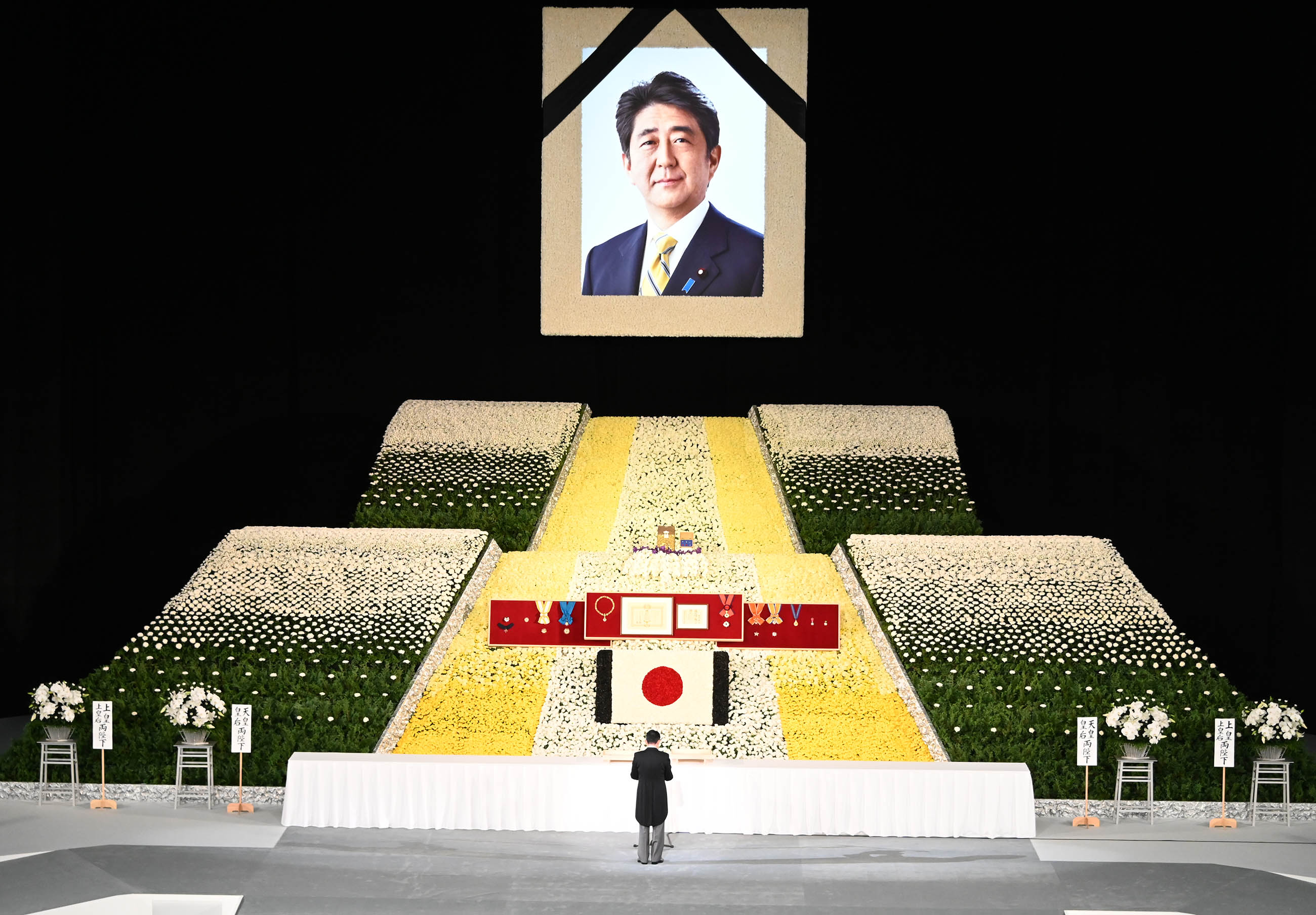
故安倍晋三国葬儀で祭壇に掲げられた遺影

遺影（いえい）とは、物故者を偲ぶために、作られる写真もしくは、肖像画。
日本では、通常は葬儀の時に飾られ、自宅では床の間に代々飾られる事が多い。通常は胸から上の肖像であり、特に写真の場合、スナップ写真から本人だけを抜き取る事が出来る。通常は四つ切というサイズで引き伸ばされ、社葬や団体葬など大きな葬儀の時はもっと大きなサイズに引き伸ばされる。葬儀の後は、代々の先祖とともに仏間に飾られる。
写真の普及後も似顔絵が用いられることもあった。これは田舎では写真を引き伸ばす技術が無かったためである。現代では、一部の葬儀社はサービスの一環として、パソコンを用いて、遺影の顔の輪郭などに調整を施したり、衣服を変えたりすることもある。さらに、画像加工会社の中には、葬儀で使う写真を事前に預かって保管するサービスを始めた企業もある。
従来はフレームは漆塗りの黒、写真は着物を着たモノクロのものを用いる事が多かったが、「葬儀会場に冷たい印象を与える」、「白黒では子供が怖がってしまう」といった理由からフレームは自由になり、カラー写真が用いられる事が多くなった。遺影の発祥、考案者などは不詳である。
米国などでは遺体保存の方法（エンバーミング）が発達している為に、葬儀の場面では棺をオープンする事から特別に遺影写真をかざる習慣は無い。

## 「遺人形」
「遺人形」とは、大阪に所在するデザイン制作会社「株式会社ロイスエンタテインメント」により2015年に開発された、故人を模した人形であり、同社の登録商標となっている。故人の写真数枚からをもとに3Dデータを作製し、3Dプリンターで出力する。なかに遺骨の一部を収めることもできる。同社がサービスを開始した直後から、テレビや新聞などのマスメディアに多数取りあげられ、類似のサービスも現れた。たとえば、大阪に所在する人形制作工房「スタジオ・セサミ」では、故人を模したぬいぐるみ状の「おもかげ人形」を製作販売している。遺影と「遺人形」との違いについて、高木良子は次のように論じている。
遺族は全身性をもつ人形に対しては動的な感覚を抱き、その動きや重みや質感を、複数の身体器官を通じて受けとっているらしいことである。一方で遺影は、視覚を通じて個人の人格表象である「顔」注目することにより静的な関わりが行われているであろうことが、語りを通じて示唆された。